# إدوين ويليام
إدوين ويليام (بالإنجليزية: Edwin Hale)‏ هو لاعب كرة قدم أمريكية أمريكي، ولد في 29 يناير 1896 في جاكسون في الولايات المتحدة، وتوفي في 25 مارس 1983.